# گیلانشاه نوک‌دراز
گیلانشاه نوک‌دراز (نام علمی: Numenius americanus) نام یک گونه از سرده گیلانشاه‌های نوک‌خمیده است.